# IKEA PS
IKEA PS er en kollektion i IKEAs møbelsortiment.
Siden 1995 har IKEA med 2-3 års mellemrum lanceret en ny møbelkollektion under betegnelsen IKEA PS. Hver kollektion har haft forskellige temaer og den nyeste kollektion fra 2009 har titlen "Designhistorier, der varer evigt" og handler om at formidle historier, bl.a. om virksomhedens svenske rødder.
Produkterne i de forskellige kollektioner er alle designet af IKEAs egne designere sammen med designstuderende, kendte designere og designergrupper. I 2009 har 20 designere medvirket til at udvikle 71 nye produkter, der dækker både det funktionelle (stole, lamper, opbevaring) og dekorative (vaser, puder, vægtæpper).
| Varemærke | Spire Denne artikel om et varemærke er en spire som bør udbygges. Du er velkommen til at hjælpe Wikipedia ved at udvide den. |

| Møbler og inventar | Spire Denne artikel om møbler og inventar er en spire som bør udbygges. Du er velkommen til at hjælpe Wikipedia ved at udvide den. |